# Luxemburg i olympiska vinterspelen 2018
Luxemburg deltog i de olympiska vinterspelen 2018 i Pyeongchang, Sydkorea, med en trupp på en atlet fördelat på en sport.
Vid invigningsceremonin bars Luxemburgs flagga av alpina skidåkaren Matthieu Osch.